# Drapetisca oteroana
Drapetisca oteroana là một loài nhện trong họ Linyphiidae.
Loài này thuộc chi Drapetisca. Drapetisca oteroana được Willis J. Gertsch miêu tả năm 1951.